# Peacock Records

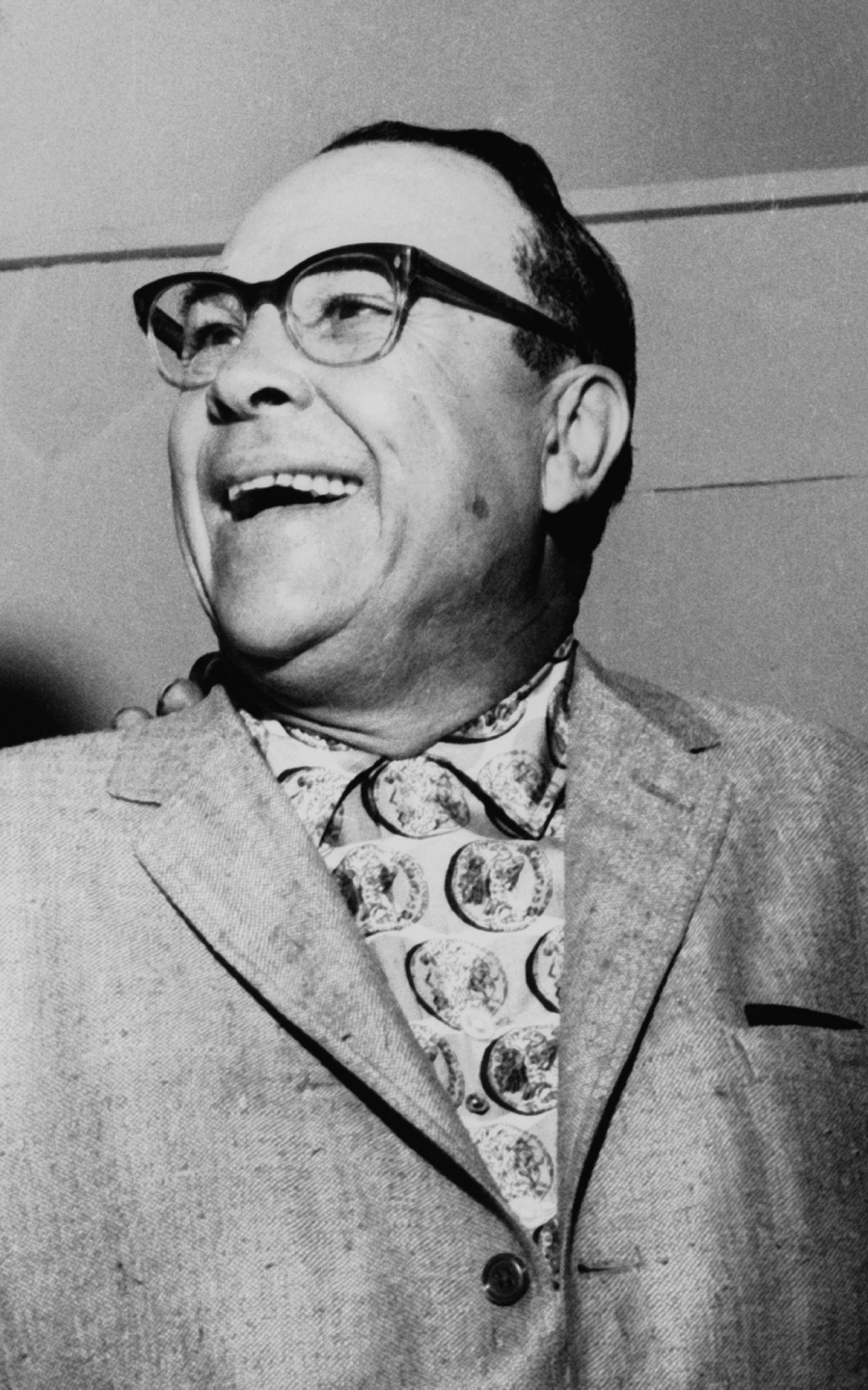
Don Robey.

Peacock Records var ett amerikanskt oberoende skivbolag grundat av Don Robey (1903-1975) i Houston, Texas 1949. Bolaget gav ut inspelningar av huvudsakligen gospel, men även av rhythm and blues och, i viss mån, jazz.
Bland bolagets artister kan nämnas Big Mama Thornton (vars inspelning av "Hound Dog", som Elvis Presley senare gjorde en cover på, blev en stor hit 1953), Little Richard, Memphis Slim, Johnny Ace (vars singel "Pledging My Love", postumt, blev en stor hit 1955) och Betty Carter.
1952 övertog Robey memphisbolaget Duke Records vilket ledde till ett namnbyte till Duke/Peacock Records. Detta bolag skapade 1962 etiketterna Song Bird Records för gospelinspelningar och Back Beat Records för R&B.
Duke/Peacock såldes till ABC Records 1973, bytte namn till ABC/Peacock 1974 och när MCA köpte ABC 1979 lades ABC/Peacock-Duke-Back Beat-Songbird ner.